# Igreja Matriz de Vaqueiros
A Igreja Matriz de Vaqueiros, também referida como Igreja Paroquial de Vaqueiros e Igreja de São Pedro Apóstolo, é um templo cristão situado na freguesia de Vaqueiros do Município de Alcoutim, na região do Algarve, em Portugal.

## Caracterização
Este edifício foi construído pouco depois do ano de 1565, tendo sido remodelado no séculos XVII e XVIII. É dedicado a São Pedro. Apresenta uma arquitectura sóbria, sendo o monumento mais representativo da influência do estilo Rococó no concelho. No interior, encontram-se duas capelas, dedicadas à Confraria de Nossa Senhora do Rosário e das Almas, tendo um painel no retábulo desta última sido restaurado entre 1721 e 1722, e dourado em 1730 pelo pintor Francisco Fortunato. O retábulo da capela-mor, elaborado no século XVI, ostenta duas pinturas, retratando Santa Ana e São José. Pode ser encontrado igualmente um altar dedicado a Nossa Senhora da Soledade, decorado com pinturas ao estilo do século XVIII.